# Górki (Stary Dzierzgoń)

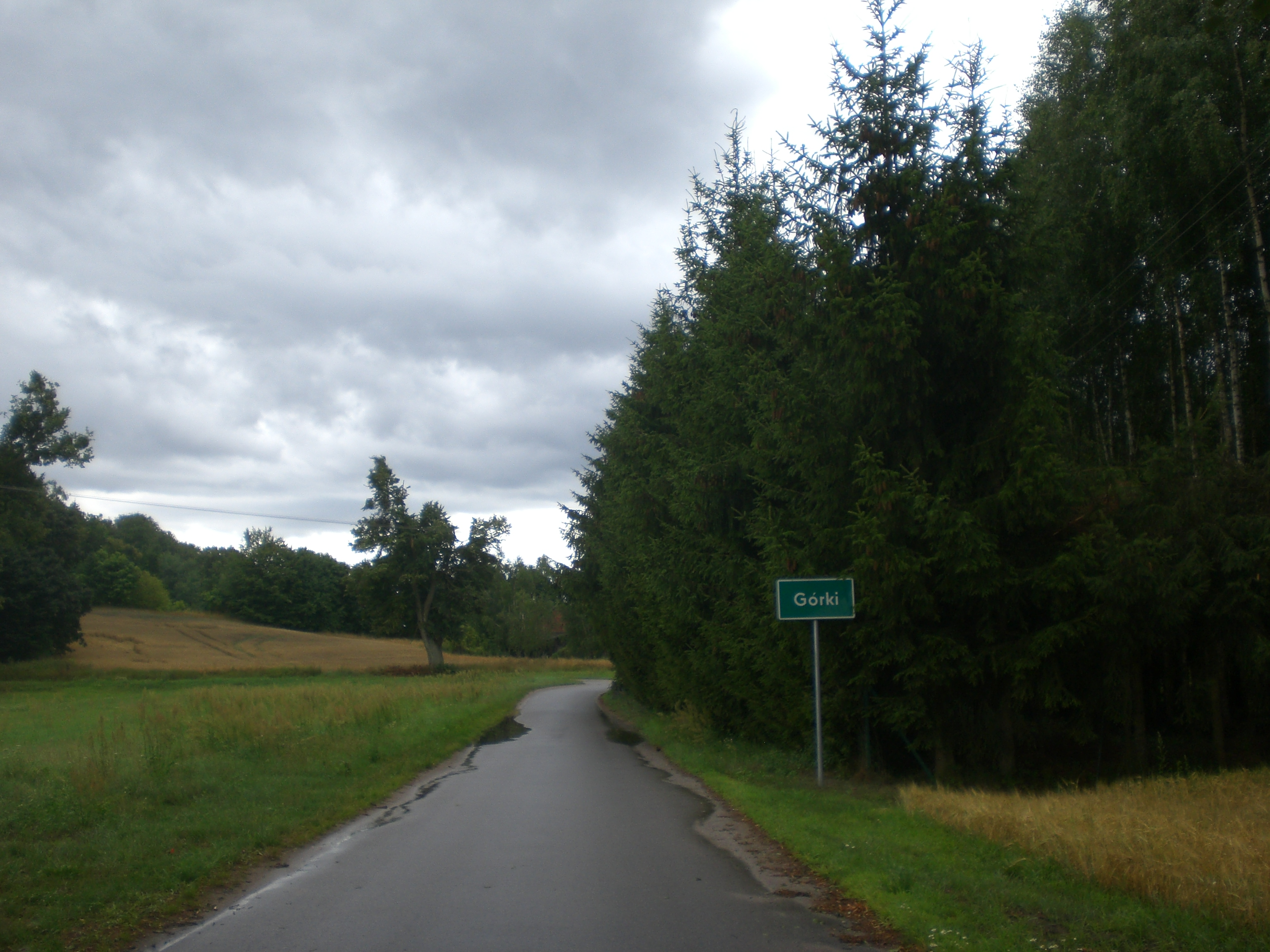
Górki (Gemeinde Stary Dzierzgoń)

Górki (deutsch Görken) ist ein Dorf in der polnischen Woiwodschaft Pommern. Es liegt in unmittelbarer Nähe der Grenze zur Woiwodschaft Ermland-Masuren im Powiat Sztumski (Stuhm) und gehört zur Landgemeinde Stary Dzierzgoń (Alt Christburg).

## Geographische Lage
Górki liegt etwa 30 Kilometer südöstlich der Powiathauptstadt Sztum (Stuhm) am Nordwestrand des Landschaftsschutzparks Eylauer Seenplatte (Park Krajobrazowy Pojezierza Iławskiego). Das Dorf ist über die Woiwodschaftsstraße 515 von Stary Dzierzgoń (Alt Christburg) aus über Piaski Morąskie (Sandhof) zu erreichen. Bis 1945 bestand Bahnanschluss über die Station Groß Münsterberg (Monasterzysko Wielkie) an der Bahnstrecke Miswalde (Myślice) – Riesenburg (Prabuty) – Marienwerder (Kwidzyn), die heute nur noch zwischen Prabuty und Kwidzyn in Betrieb ist.

## Geschichte
Das um 1820 auch „Görcken“ genannte Dorf war seinerzeit nur ein kleiner Ort mit einem Gut. Im Jahre 1874 wurde er in den neu errichteten Amtsbezirk Alt Christburg (heute polnisch: Stary Dzierzgoń) eingegliedert und gehörte zum Kreis Mohrungen im Regierungsbezirk Königsberg der preußischen Provinz Ostpreußen.
Im Jahre 1910 waren in Görken 115 Einwohner registriert. Ihre Zahl stieg bis 1933 auf 142 und betrug 1939 noch 141.
Infolge des Zweiten Weltkrieges kam Görken 1945 zu Polen und erhielt die polnische Bezeichnung „Górki“. Das Dorf liegt heute im Powiat Sztumski (Kreis Stuhm) und gehört zur Woiwodschaft Pommern (1975 bis 1998 Woiwodschaft Elbląg (Elbing)).

## Kirche
Mehrheitlich gehörte die Bevölkerung Görkens vor 1945 zur evangelischen Kirche. Das Dorf war in das Kirchspiel Alt Christburg (heute polnisch: Stary Dzierzgoń) eingepfarrt, das zum Kirchenkreis Mohrungen (Morąg) innerhalb der Kirchenprovinz Ostpreußen der Kirche der Altpreußischen Union gehörte.
Heute ist die Mehrheit der Einwohner Górkis katholischer Konfession. Der Ort gehört zur Pfarrei Stary Dzierzgoń (Alt Christburg) im Dekanat Dzierzgoń (Christburg) des Bistums Elbląg (Elbing) der Katholischen Kirche in Polen. Hier lebende evangelische Kirchenglieder sind der Kirchengemeinde in Mikołajki Pomorskie (Nikolaiken, 1939–1945 Niklaskirchen) zugeordnet, die eine Filialgemeinde der Pfarrei in Elbląg (Elbing) ist und zur Diözese Masuren der Evangelisch-lutherischen Kirche in Polen gehört.